# Драконы в современной культуре
Драконы современности — это фантастические существа, которые зачастую[стиль] кардинально отличаются от мифологических.
В 60-х годах XX века талантливые авторы научной фантастики провели десакрализацию образа дракона. Прежний статус носителя Абсолютного Зла был заменён на статус друга человека или, иной раз, вовсе домашнего животного. Но в последнее десятилетие XX века и первое XXI процесс пошёл дальше — преодолев «ноль» значительности, образ дракона пошёл в положительную сторону. В произведениях Джорджа Локхарда и Павла Шумила драконы не только ничем не хуже человека, они — куда лучше по своим духовным, физическим качествам и развитию технологий.

## Материальное воплощение

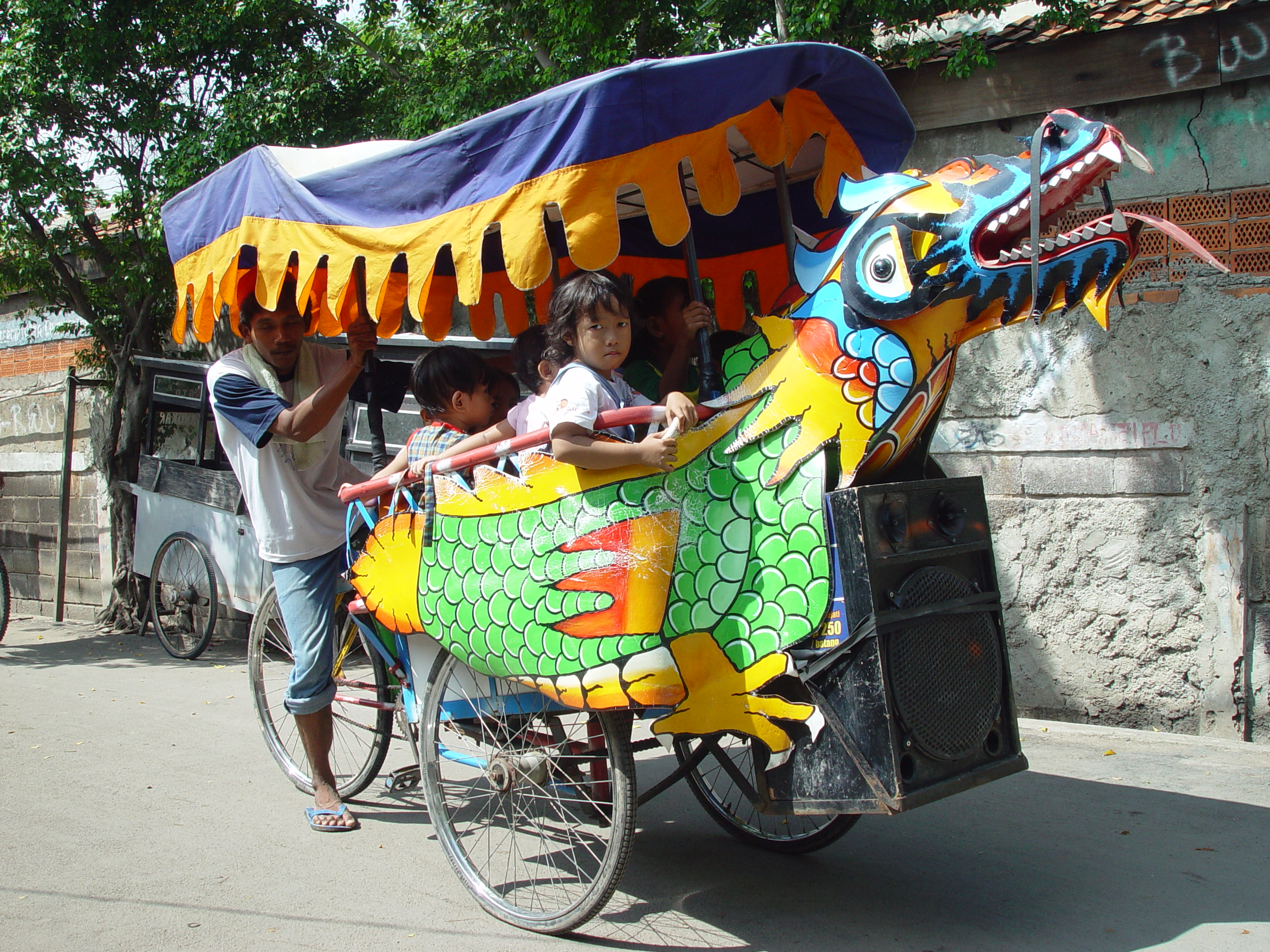
Велорикша в Индонезии

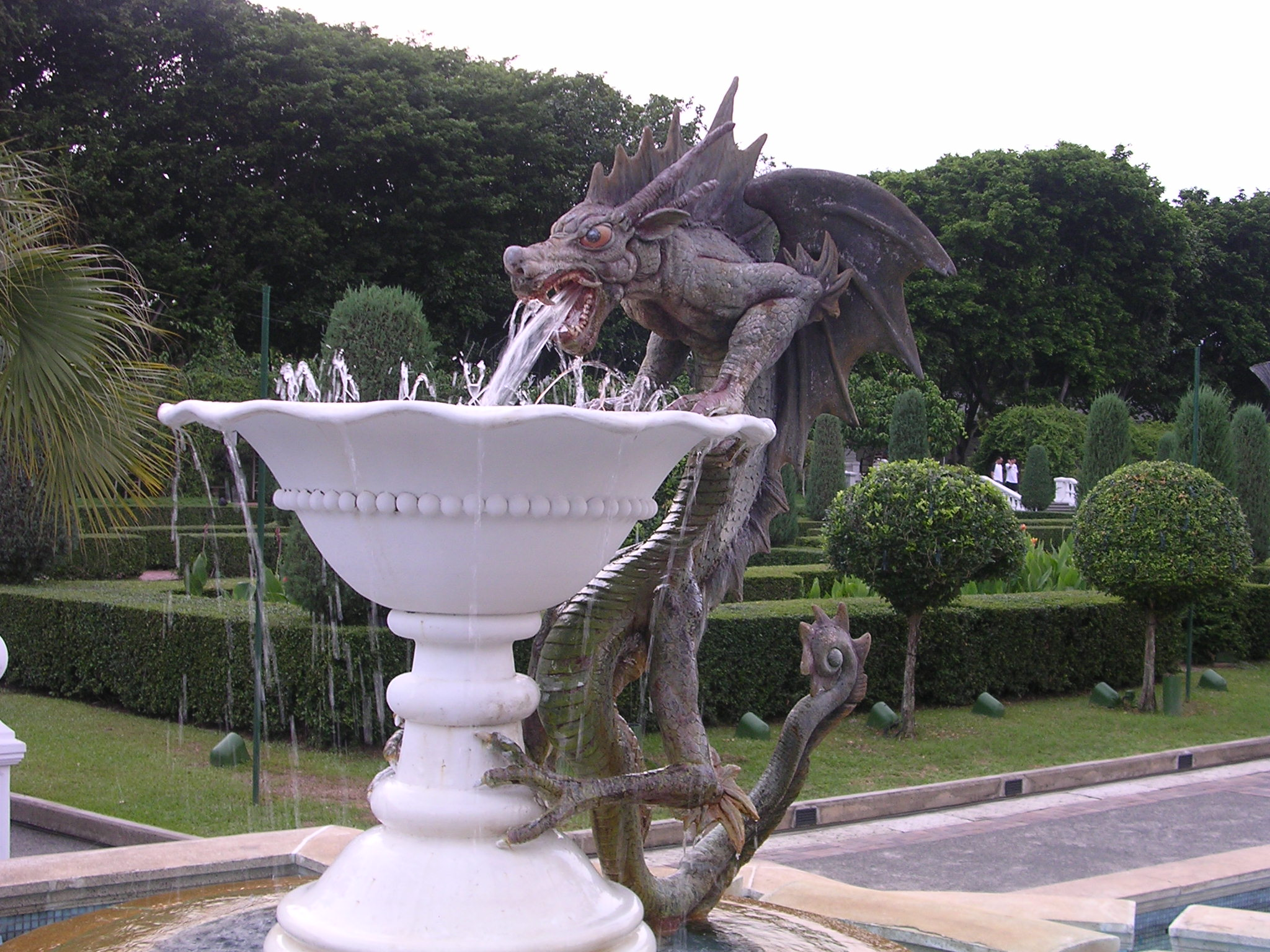
Скульптура дракона в Сингапуре

Мифологические образы драконов воплощаются в архитектуре и скульптуре, в том числе специально созданных для привлечения туристов.
Например, в Рязанской области из старого гаража был создан резной корабль-дракон. Английский художник Птолеми Эльрингтон построил десятиметровую скульптуру дракона из колёсных колпаков.
А в Китае в 2007 году было запланировано построить новую достопримечательность — дракона высотой в 30 метров и длиной 21 километр, который бы располагался на хребте горы Шидзу в центральной провинции Хэнань. Дракона планировалось закончить в 2009 году к 60-летнему юбилею коммунистического режима в Китае.
В Великобритании в Уэльсе планируется построить 40-метровую смотровую башню со статуей дракона высотой 25 метров. Дракон олицетворяет валлийскую мифологию, сможет поспорить со Статуей Свободы в Нью-Йорке и Христом-Искупителем в Рио-де-Жанейро.

Дракон очень популярен как изображение на теле (татуировка). Принц Уэльский (король Эдуард VII) имел на теле дракона, вытатуированного престижнейшим мастером Японии. Самая большая в мире татуировка — также дракон. Она была размещена на спинах 20 человек японцами в 1804 году.
Дракон часто присутствует в названии заведений, желающих подчеркнуть свою принадлежность к восточной культуре, например, тату-салонах, ресторанах, школах боевых искусств.
Несмотря на изменение значения дракона со временем, христианство отрицательно относится к нему. Установленная в октябре 2010 года в Варне (Болгария) скульптура двух драконов (самки и самца), держащих золотое «яйцо познания», вызвала возмущение православных верующих. Они утверждают, что скульптурная композиция олицетворяет зло, а драконы — это дьявол и дьяволица.